# Scaphoideus
Scaphoideus är ett släkte av insekter. Scaphoideus ingår i familjen dvärgstritar.

## Bildgalleri

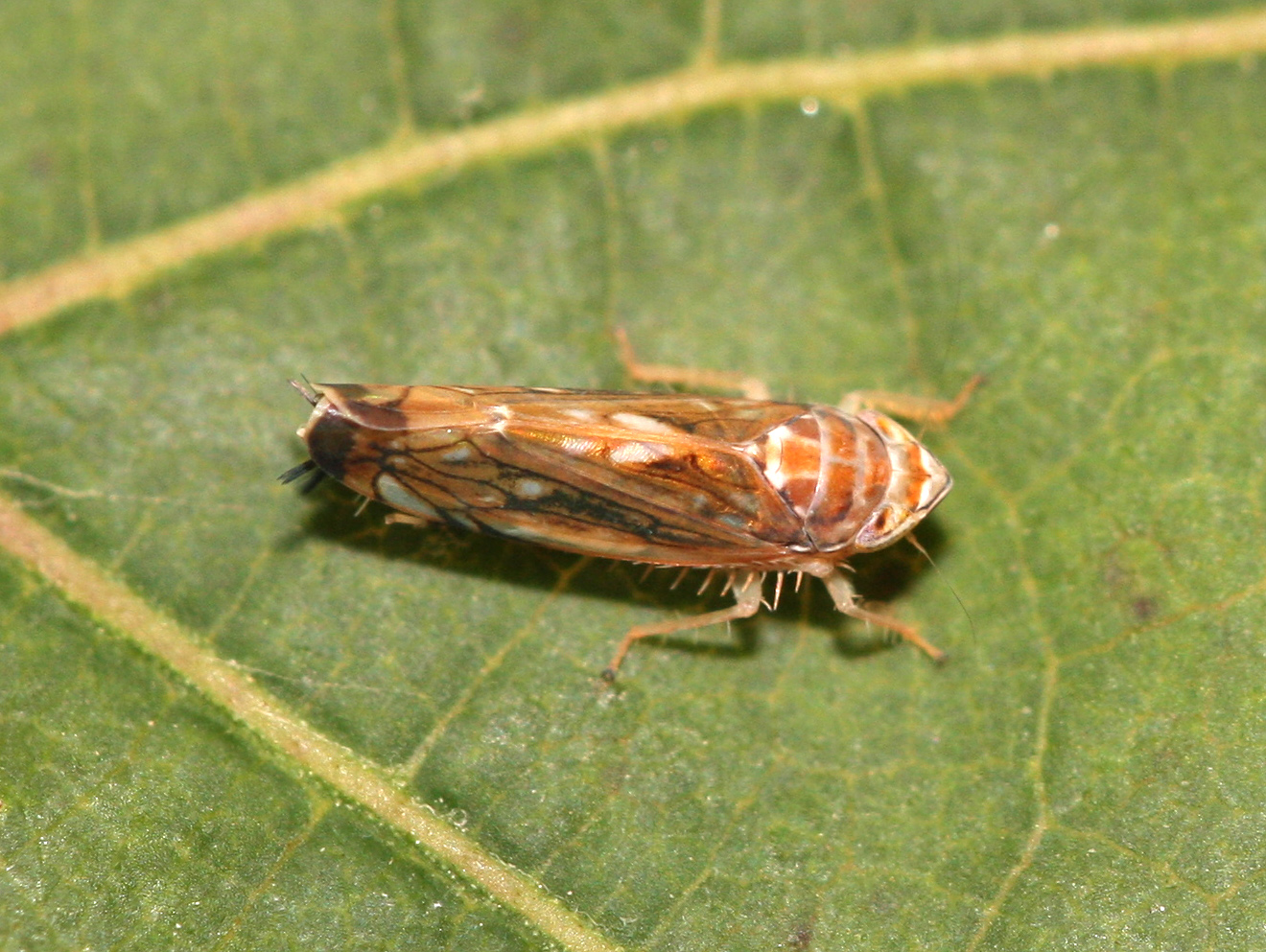
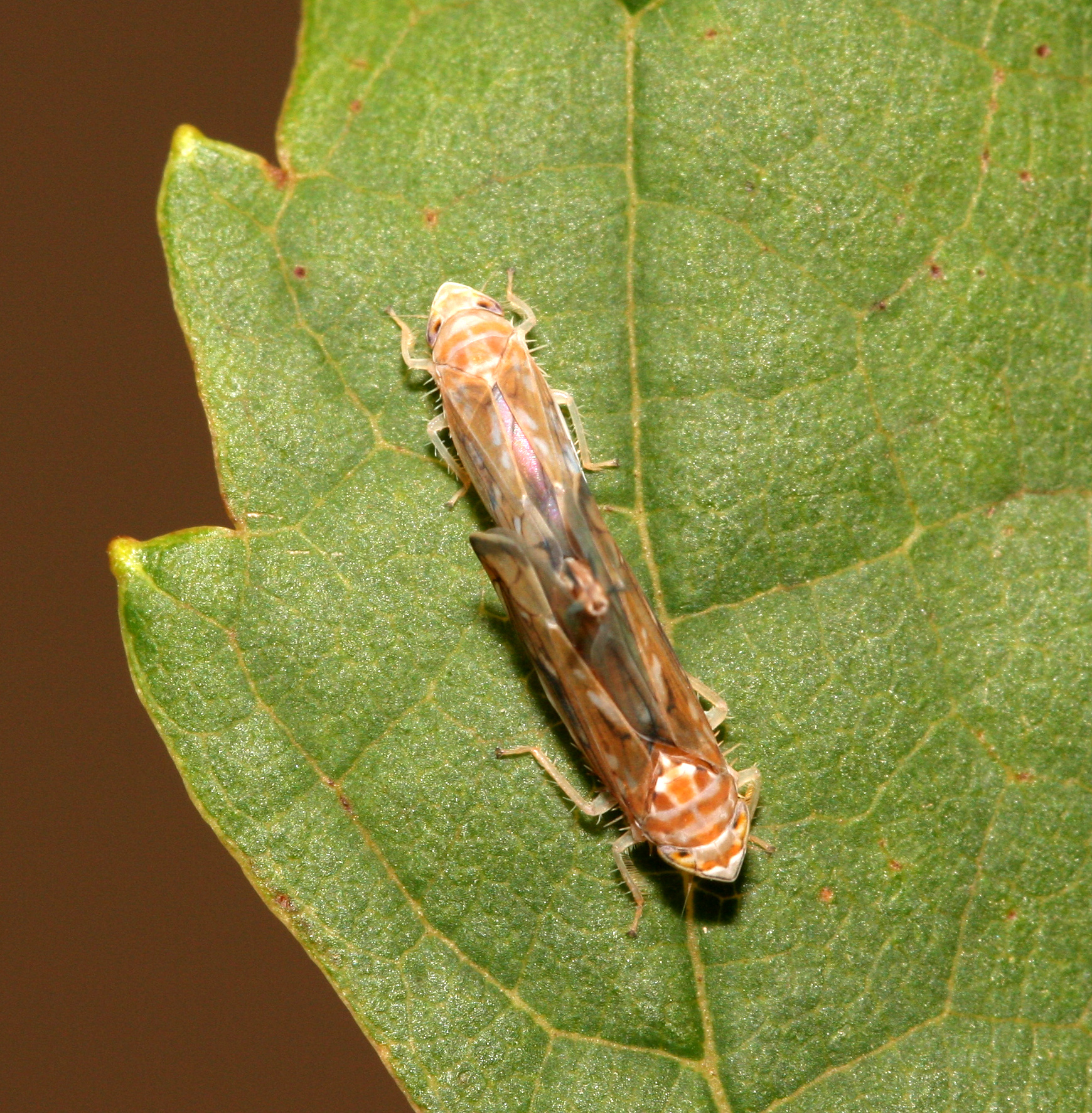
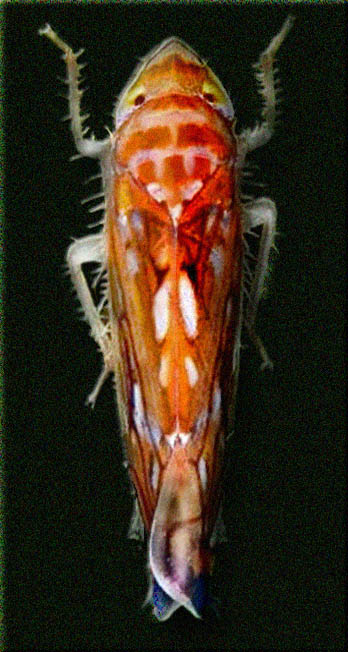

## Dottertaxa tillScaphoideus, i alfabetisk ordning[1]
- Scaphoideus abitus
- Scaphoideus acanthus
- Scaphoideus accumulator
- Scaphoideus alboguttatus
- Scaphoideus albomaculatus
- Scaphoideus albosignatus
- Scaphoideus albovittatus
- Scaphoideus alticola
- Scaphoideus anguis
- Scaphoideus angustatus
- Scaphoideus apicalis
- Scaphoideus assamensis
- Scaphoideus asymmetricus
- Scaphoideus atlantus
- Scaphoideus aurantiacus
- Scaphoideus baeticus
- Scaphoideus bicoloratus
- Scaphoideus bifidus
- Scaphoideus bifurcatus
- Scaphoideus bihamatus
- Scaphoideus bimaculatus
- Scaphoideus bipedis
- Scaphoideus blennus
- Scaphoideus callus
- Scaphoideus camurus
- Scaphoideus carinatus
- Scaphoideus chelatus
- Scaphoideus cinerosus
- Scaphoideus coloratus
- Scaphoideus conicaplateus
- Scaphoideus consanguineus
- Scaphoideus coronatus
- Scaphoideus crassus
- Scaphoideus curvanus
- Scaphoideus curvatus
- Scaphoideus cylindratus
- Scaphoideus cyprius
- Scaphoideus decoratus
- Scaphoideus dellagiustinai
- Scaphoideus densus
- Scaphoideus dentaedeagus
- Scaphoideus dentatestyleus
- Scaphoideus diminutus
- Scaphoideus elegantalus
- Scaphoideus elongatus
- Scaphoideus erythraeous
- Scaphoideus exsertus
- Scaphoideus fanjingensis
- Scaphoideus festivus
- Scaphoideus flavidus
- Scaphoideus fletcheri
- Scaphoideus forceps
- Scaphoideus foshoi
- Scaphoideus frisoni
- Scaphoideus fuscus
- Scaphoideus galachrous
- Scaphoideus geniculatus
- Scaphoideus graciliplateus
- Scaphoideus guizhouensis
- Scaphoideus harlani
- Scaphoideus harpagous
- Scaphoideus hirsutus
- Scaphoideus hongdoensis
- Scaphoideus illustris
- Scaphoideus immistus
- Scaphoideus incisus
- Scaphoideus incognitus
- Scaphoideus inequalis
- Scaphoideus insignis
- Scaphoideus intermedius
- Scaphoideus intricatus
- Scaphoideus inundatus
- Scaphoideus jannus
- Scaphoideus jogensis
- Scaphoideus karachiensis
- Scaphoideus katraini
- Scaphoideus kirti
- Scaphoideus knappi
- Scaphoideus kotoshonis
- Scaphoideus kumamotonis
- Scaphoideus lacyi
- Scaphoideus lamellaris
- Scaphoideus literatus
- Scaphoideus liui
- Scaphoideus longistyleus
- Scaphoideus lophus
- Scaphoideus luteolus
- Scaphoideus maai
- Scaphoideus major
- Scaphoideus malaisei
- Scaphoideus mandevillei
- Scaphoideus matsumurai
- Scaphoideus melanotus
- Scaphoideus menius
- Scaphoideus merus
- Scaphoideus midvittatus
- Scaphoideus minor
- Scaphoideus morosus
- Scaphoideus morrisoni
- Scaphoideus multangulus
- Scaphoideus nigricans
- Scaphoideus nigrifacies
- Scaphoideus nigrisignus
- Scaphoideus nigrivalveus
- Scaphoideus nitobei
- Scaphoideus notatus
- Scaphoideus obscurus
- Scaphoideus obtusus
- Scaphoideus ochraceus
- Scaphoideus opalinus
- Scaphoideus orientalis
- Scaphoideus ornatus
- Scaphoideus palingus
- Scaphoideus pallidiventris
- Scaphoideus paludosus
- Scaphoideus pars
- Scaphoideus pristidens
- Scaphoideus procerus
- Scaphoideus pullus
- Scaphoideus punctulatus
- Scaphoideus quangtriensis
- Scaphoideus rathini
- Scaphoideus relatus
- Scaphoideus rubranotum
- Scaphoideus rubroguttatus
- Scaphoideus rufomaculatus
- Scaphoideus russus
- Scaphoideus sabourensis
- Scaphoideus sculptellus
- Scaphoideus sculptus
- Scaphoideus sensibilis
- Scaphoideus seychellensis
- Scaphoideus soleus
- Scaphoideus spiculatus
- Scaphoideus spiniplateus
- Scaphoideus stigmaticus
- Scaphoideus strigulatus
- Scaphoideus tergatus
- Scaphoideus testaceous
- Scaphoideus thailandensis
- Scaphoideus titanus
- Scaphoideus torqus
- Scaphoideus transeus
- Scaphoideus transvittatus
- Scaphoideus trilobatus
- Scaphoideus trimaculatus
- Scaphoideus triunatus
- Scaphoideus turbinatus
- Scaphoideus umbrinus
- Scaphoideus undulatus
- Scaphoideus unimaculatus
- Scaphoideus unipunctatus
- Scaphoideus vagans
- Scaphoideus varius
- Scaphoideus varna
- Scaphoideus vaticus
- Scaphoideus veterator
- Scaphoideus widesternanus
- Scaphoideus vittatus
- Scaphoideus yingjiangensis
- Scaphoideus zangi
- Scaphoideus zhangi